# Siegmar Wätzlich
Siegmar Wätzlich (n. 16 noiembrie 1947, Rammenau, Saxonia, Germania – d. 18 aprilie 2019) a fost un fotbalist german, medaliat olimpic. A participat la o ediție a Jocurilor Olimpice (1972) în care a câștigat o medalie de bronz.